# Hrvatska težačka stranka
Hrvatska težačka stranka, bila je politička stranka Hrvata iz Bosne i Hercegovine. Pokušavala je okupiti sve Hrvate Bosne i Hercegovine u jednu političku stranku. Veliki udjel u tome imali su čelnici Hrvatske zajednice. 14. kolovoza 1919. na sastanku u Travniku bili su osim bosanskohercegovačkih političara iz »akcionog odbora« (Jozo Sunarić i dr.) i neki čelnici HZ-a: dr. Lavoslav Polić (1874. – 1927.), dr. Albert Bazala (1877. – 1947.), dr. Stjepan Buć (1888. – 1975.), dr. Milovan Žanić (1882. – 1946.), vlč. Vjekoslav Spinčić (1848. – 1933.), don Kerubin Šegvić i dr. Nakon rasprave jednoglasno je usvojena rezolucija u kojoj se ustvrdilo da je HPS "likvidirana", te da se osniva nova jedinstvena stranka svih Hrvata Bosne i Hercegovine pod imenom "Hrvatska Težačka Stranka", "HTS", koja će imati "program svojedobno izrađen po gg. Karlu Cankaru i dr. fra Julijanu Jeleniću". Odluka o osnutku HTS-a nije značila da se konačno prevladao spor oko stvaranja jedinstvene političke stranke bosanskohercegovačkih Hrvata. Gotovo nitko od istaknutijih pristaša bosanskog HPS-a nije pristupio novoosnovanom HTS-u, jer seniori i njihove pristaše nisu bili voljni odustati od vlastite političke organizacije koja je u Bosni (i Hercegovini) već bila uhvatila korijen, a dobila je i osjetnu podršku dijela tamošnjega svećenstva. Bitno je reći da su bosanski franjevci najvećim dijelom pristajali uz HTS, a hercegovački uz HPS.
Već idućega dana od osnivanja, 15. kolovoza 1919., u Dolcu kraj Travnika održana je prva velika "pučka skupština" HTS-a. U mjesnim odborima novoosnovane stranke prevladavali su težaci, ali je vodstvo stranke bilo u rukama svjetovne inteligencije i katoličkog svećenstva.
Iako brojčano neznatni, članovi nastajućeg HPS-a imali su udjela u raznim stranačkim kombinacijama oko podržavanja, rušenje i sastavljanja jugoslavenskih vlada. No, to su mogli ponajprije zahvaliti SLS-u.
U Hercegovini su ju organizirali Nikola Precca i Nikola Buconjić.
Na izborima 1920. za Konstituantu, dobila je 38 400 glasova što je bilo 2,4 % i donijelo joj je 7 zastupničkih mjesta. Sedmorica izabranih hrvatskih zastupnika iz BiH iz HTS-a okupili su se s 56 hrvatskih zastupnika iz Hrvatske i Slavonije u Hrvatsko narodno zastupstvo, koje je prihvatilo rezoluciju, kojom se izjašnjavaju za federaciju i za neutralnu seljačku republiku, te odbijaju centralistički ustav koji je Narodna skupština Kraljevine SHS, bez njih (kao i bez komunista i još nekih zastupnika) donijela dva dana kasnije (Vidovdanski ustav).
Na sljedećim izborima 1923. nije bila tako uspješna. Dobila je 6088 glasova što je bilo 0,3 % i nije bilo dovoljno ni za jedno zastupničko mjesto.
Hrvatska težačka stranka pridružila se Hrvatskoj zajednici. U HTS-u su se isticali dr. Jozo Sunarić, dr. Juraj Šutej, fra Didak Buntić, dr. Bariša Smoljan i ostali.

## Vanjske poveznice
- Google Knjige Hrvatska težačka stranka za Bosnu i Hercegovinu, Nakl. Mjesnog odbora H.T.S., 1919.